# Ancistria stricta
Ancistria stricta is een keversoort uit de familie Passandridae. De wetenschappelijke naam van de soort is voor het eerst geldig gepubliceerd in 1913 door Grouvelle.